# Jean-Jacques Merland
 (décembre 2017).
Jean-Jacques Merland, né le 9 février 1942 à Lyon et mort le 17 mai 2023 à Vernon,, est l’un des pionniers de la neuroradiologie vasculaire interventionnelle, qu'il a contribué à développer en France. Il est connu pour avoir découvert et classé les malformations artério-veineuses cérébrales, spinales et superficielles. 

## Biographie
En 1973, il est co-auteur de la thèse "Artériographie super-sélective des branches de la carotide externe : données actuelles sur la vascularisation cervico-céphalique normale (artère thydoïdienne supérieure exceptée)" avec Pierre Cernéa. 
En 1974, il a réalisé la première embolisation artérielle utérine.
Il a été pendant des années chef du service de neuroradiologie et radiologie interventionnelle vasculaire à l'hôpital Lariboisière de Paris. Il a aussi participé à la création d’un laboratoire animal de réputation internationale.
Le 6 août 2001, il est nommé membre de la commission nationale d'appel de qualification en radiologie.
En mars 2008, il reçoit la médaille de la Légion d'honneur, au grade d'officier, de la part du ministère de la santé, de la jeunesse, des sports et de la vie associative.
Le 23 octobre 2010, il reçoit la Médaille d'honneur de la Société française de radiologie. Il est membre honoraire de l'ESMINT (European Society of Minimally Invasive Neurological Therapy) depuis 2009.